# Anatolius
 (août 2019).
Anatolius (421-451) est un diplomate et général de l'Empire romain d'Orient et consul en 440. Il est très influent sous le règne de Théodose II, et commande des armées orientales de l'Empire pendant 13 ans. Il mène à plusieurs reprises des négociations avec Attila. 

## Biographie
En 421, Anatolius dirige une armée romaine en Arménie perse pendant la guerre contre les Sassanides (ru).
Il est en suite magister militum per Orientem de 433 à 446. Il devient consul en 440, conjointement  avec l’empereur d'Occident Valentinien III . 
En tant que magister militum, il construit la forteresse de Théodosiopolis le long de la frontière avec la Persarménie au milieu des années 430. En 440, il dirige des travaux à Héliopolis en Phénicie et reconstruit les murs de Gérasa en Arabie. 
En 440 le roi sassanide Yazdgard II attaque les Romains. Théodose II envoie Anatolius pour négocier. Anatolius rejoint l'armée sassanide, met pied à terre et s'avance à pied. Yazdgard, informé qu'il est le général romain, et déconcerté par son attitude, se retire dans son camp avec son armée. Il reçoit l'envoyé de Théodose, le traitant avec honneur et accepte la paix. 
En 442, Anatolius fait don à l'église d'Édesse d'un reliquaire en argent contenant les ossements de l'apôtre Thomas. Il construit une église à Antioche qui porte le nom de Basilique d'Anatolius. Il reçoit plusieurs lettres de Theodoret, lui demandant son aide. 
En 443, Anatolius réussit à conclure une trêve d'un an avec Attila. En 446, il termine son service de magister militum per Orientem ; l'année suivante, il est mentionné comme patricien. En 448, il négocie un nouvel accord de paix avec Attila, acceptant de verser un tribut annuel de 2 100 livres d'or.  
En 450, cependant, Attila entre à nouveau en guerre contre l'empire romain, sous prétexte que l'empereur héberge des fugitifs du royaume hunnique. Il répond à une offre de pourparlers qu'il ne traitera qu'avec des ambassadeurs de rang consulaire et cite les noms de Nomus (en), Senator (en) et Anatolius. Anatolius, alors magister militum praesentalis, poste qu'il occupe au moins jusqu'à l'année suivante, part à la rencontre d'Attila.  
Le roi le reçoit d'abord avec animosité, mais se montre sensible aux discours et aux cadeaux d'Anatolius et de coambassadeur. Il accepte les conditions de la paix de 448, cesse d’attaquer l’empire et renonce au territoire au sud du Danube qui lui a été cédé ; il semble que la libération de nombreux prisonniers romains est une concession faite personnellement aux délégués. 
En 451, Anatolius participe au Conseil de Chalcédoine en tant que doyen des représentants impériaux. 
Au début du règne de Marcian, Florentius et Anatolius dissuadent l'empereur de soutenir le soulèvement des Arméniens contre l'empire sassanide.